# Roberto Drago Maturo
Pour les articles homonymes, voir Drago.
Roberto Drago Maturo, né le 12 septembre 1951 à Lima (Pérou), est un footballeur péruvien, reconverti en entraîneur puis en commentateur sportif.
Son père Roberto Drago Burga, était lui aussi footballeur, idole du Deportivo Municipal.

## Biographie

### Carrière de joueur
Surnommé Titín, Roberto Drago Maturo commence sa carrière au Deportivo Municipal en 1969. Il joua aussi pour le Defensor Lima, l'Atlético Chalaco et le Sporting Cristal avant de raccrocher les crampons au Lawn Tennis, club de 2e division, en 1983.

### Carrière d'entraîneur
Devenu entraîneur, il atteint la 2e place de la Copa Perú en 1984 avec l'Alianza Atlético, club qu'il entrainerait une deuxième fois en 1994. Dans les années 1990, on le retrouve comme sélectionneur des équipes du Pérou de jeunes (U20 en 1992 et U17 deux fois en 1991 et 1997).
Dans le sillage de son père qui fut joueur et entraîneur du Deportivo Municipal, Roberto Drago Maturo prend les rênes dudit club en 1997 puis de 2000 à 2002. C'est pourtant au Sport Boys qu'il attendrait la consécration en remportant le championnat du Pérou de 2e division en 2009.
Il travaille actuellement comme commentateur sportif sur la chaîne de sport péruvienne Gol Perú (es), en parallèle de ses activités de président de l'Association des Propriétaires de chevaux de course du Pérou (APCCP).

## Palmarès

### Palmarès de joueur
Defensor Lima
- Copa Simón Bolívar (es) (1) :
  - Vainqueur : 1975[6].

### Palmarès d'entraîneur
| Sport Boys - Championnat du Pérou D2 (1) : - Champion : 2009. |  | Alianza Atlético - Copa Perú : - Finaliste : 1984. |